# Хромой король
Железный шлем, деревянный костыль,

Король с войны возвращался домой.

Солдаты пели, глотая пыль,

И пел с ними вместе король хромой.

…
«Хромой король» — песня Александра Дулова на стихотворение Мориса Карема Le retour du roi (дословно — «Возвращение короля») в переводе с французского Михаила Кудинова. Песня существует не только на русском языке, но и на французском, немецком, эсперанто. Песня неоднократно входила в репертуар профессиональных эстрадных исполнителей, была записана на пластинку.
«Хромой король» стал широко известен в 1960-е годы в исполнении Вадима Мулермана. Под песню в фигурном катании был сделан известный показательный номер спортивной пары Тамара Москвина — Алексей Мишин; позднее её фрагмент звучал в 4-м выпуске «Ну, погоди!». С ней Мулерман стал лауреатом Всесоюзного конкурса артистов эстрады 1966 года. На этом конкурсе он вынужден был выбросить из песни последний куплет (в котором говорится, что король «войну проиграл, полноги потерял») и назвать её «Король-победитель» (редакторы усмотрели в последнем куплете намёк на высшее руководство страны).